# Valhallaorden
Valhallaorden är ett hemligt sällskap som är besläktat med frimurarna och som finns i Finland sedan 1780-talet. Valhallaorden grundades 1783 av Johan Anders Jägerhorn på Sveaborg. 1781 hade Jägerhorn i Helsingfors grundat en filalloge till La Constance, en rojalistisk frimurarorden i Stockholm. Denna loge kallades Rutger Ingessons loge, och ombildades 1783 till Valhallaorden. Avsikten var att Valhallaorden skulle verka i götisk och gustaviansk anda.
Endast officerare ur ridderskapet och adeln kunde tas in i orden, som spreds över hela Finland i form av lokala avdelningar som kallades kommanderier. Jägerhorn ledde orden som "styrande och befallande drott", och var den som tillsatte kommanderiernas styresmän, som kallades "wallfauder".
Ordensmedlemmarna diskuterade politiska och moraliska frågor, som behandlades i upplysningens anda. Detta innebar att den ursprungligen rojalistiskt sinnade Valhallaorden lade en grund för fientlig inställning mot det dåtida svenska politiska styret och framför allt mot kung Gustav III och hans envälde. Jägerhorn själv anslöt sig till oppositionen efter 1786 års riksdag. Orden upplöstes efter Anjalaförbundets fall 1789, men dess verksamhet återupptogs 1972.

## Kända medlemmar
- Johan Albrekt Ehrenström (1762-1847). Finländsk löjtnant och fortifikationsofficer. [4][5]
- Johan Anders Jägerhorn (1757-1825). Finländsk adjutant till överbefälhavaren för Finland, Fredrik Posse.[6]